# Коломенське
Коло́менське (рос. Коломенское) — музей-заповідник у Москві. Колишнє великокняже й царське село, з 1960-х у межах Москви. Розташоване на правому березі Москви-ріки.
Перша згадка міститься в духовній грамоті Івана Калити близько 1339 року.
У 1606 в Коломенському стояв табір Івана Болотникова.
У 1662 тут відбулася розправа над учасниками Московського повстання 1662 року.
У 1667—1671 у Коломенському збудований дерев'яний палац для родини царя Олексія Михайловича (архітектори С. Петров та І. Михайлов), частково перебудований у 1681 С. Дементьєвим і розібраний внаслідок ветхості в 1768. Реконструкція-макет створена в 2008—2010.
У 1923 оголошене філією Державного історичного музею як колекція декоративного мистецтва.
З 1971 є музеєм-заповідником. З Миколо-Карельського монастиря туди перевезено надбрамну вежу, з Архангельська — будинок Петра І, з Братського острогу — сторожову вежу.
Знамените своїм архітектурним ансамблем XVI—XVII століть, куди входять церква Вознесіння (1532), церква Усікновіння глави Іоанна Предтечі в Дьяковському (1547), храм-дзвіниця Юрія Змієборця (XVI ст.), Казанська церква (1660-і).